# تشاوي مان
تشاوي مان (1905 - 2 أغسطس 1936) (بالصينية: 趙一曼) هي مقاومة صينية ضد جيش اليابان الإمبراطوري في شمال شرق الصين الذي كان تحت احتلال الدولة الدمية اليابانية مانشوكو. تم اعتقالها وإعدامها من قبل القوات اليابانية في عام 1936.
تعتبر بطلا وطنيا في الصين، وقد تم إنتاج فيلم سيرة حولها في عام 1950.

## مسيرتها

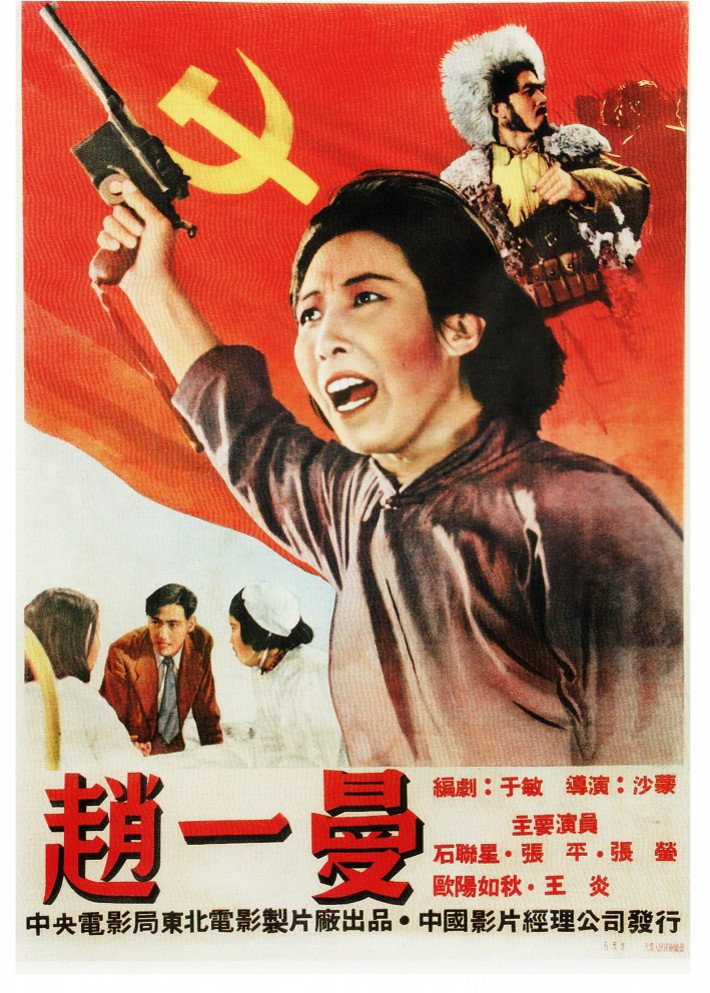
ملصق فيلم تشاوي مان سنة 1950، بطولة شي ليانكسينغ (Shi Lianxing)

انضمت إلى الحزب الشيوعي الصيني في عام 1926. في سبتمبر 1927، ذهبت إلى الاتحاد السوفياتي للدراسة في جامعة موسكو سون يات سين. تزوجت رفيقها تشن دابانغ (Chen Dabang -陈达邦). عادت إلى الصين في شتاء عام 1928، وشاركت في العمل الشيوعي تحت الأرض في شنغهاي، ثم في مقاطعة جيانغشي.